# Callichroma elongatum
Callichroma elongatum là một loài bọ cánh cứng trong họ Cerambycidae.